# Namazonurus campbelli
Namazonurus campbelli là một loài thằn lằn trong họ Cordylidae. Loài này được Fitzsimons mô tả khoa học đầu tiên năm 1938.